# Кирасозеро
Кирасозеро — озеро на территории Поповпорожского сельского поселения Сегежского района Республики Карелии.

## Общие сведения
Площадь озера — 2,5 км², площадь водосборного бассейна — 53 км². Располагается на высоте 105,9 метров над уровнем моря.
Форма озера лопастная, продолговатая: оно вытянуто с северо-запада на юго-восток. Берега изрезанные, каменисто-песчаные, местами заболоченные.
Через озеро протекает безымянный водоток, вытекающий из Волдозера и впадающий в реку Онду, втекающую в Нижний Выг.
В озере расположено не менее шести безымянных островов различной площади.
С востока к озеру подходит просёлочная дорога.
Код объекта в государственном водном реестре — 02020001311102000008340.